# Ghetto Gospel
«Ghetto Gospel» es el segundo sencillo póstumo del álbum Loyal to the Game de 2Pac. La canción cuenta con la colaboración de Elton John y con la producción de Eminem. Este tema está sampleado de la canción "Indian Sunset" de 1971 del propio Elton John, que aparece en el álbum Madman Across the Water.
La canción muestra el mal en la sociedad y Tupac declara un número de razones de por qué nuestra vida está gobernada por el miedo. Además, rinde tributo a activistas negros asesinados como Malcolm X o Bobby Hutton.
"Ghetto Gospel" es la única canción del álbum que cuenta con video musical. Al final del vídeo, aparece un mensaje de su madre, Afeni Shakur, que reza: "Recuerda mantenerte vivo, no hay nada más importante que eso".

## Lista de canciones
Sencillo en CD
| N.º | Título                           | Escritor(es)                   | Sample(s)                                             | Duración |  |
| 1.  | «Ghetto Gospel» (con Elton John) | T. Shakur, M. Mathers, E. John | * Contiene elementos de "Indian Sunset" de Elton John | 3:58     |  |

Sencillo en CD de Reino Unido
| N.º | Título                                 | Escritor(es)                   | Producer(s) | Duración |  |
| 1.  | «Ghetto Gospel» (con Elton John)       | T. Shakur, M. Mathers, E. John | Eminem      | 3:58     |  |
| 2.  | «Thugs Get Lonely Too» (con Nate Dogg) | T. Shakur, M. Mathers, N. Hale | Eminem      | 4:48     |  |

## Posiciones
La canción alcanzó el puesto #1 de la lista U.S. Rap de Billboard. También se ubicó en el #3 en la lista European Hot 100 durante dos semanas.
| Lista (2004-2005)          | Posición |
| -------------------------- | -------- |
| Australia                  | 1        |
| Austria                    | 3        |
| Bélgica                    | 25       |
| Dinamarca                  | 20       |
| Irlanda                    | 1        |
| Nueva Zelanda              | 3        |
| Suiza                      | 7        |
| Reino Unido                | 1        |
| Billboard European Hot 100 | 3        |
| Billboard Hot Rap Tracks   | 1        |